# Alppiharju
Alppiharju (suédois : Åshöjden) est un quartier de l’est d’Helsinki, la capitale de la Finlande. Il est formé de deux parties nommées  Alppila et Harju. Alppiharju abrite 11 500 habitants sur une superficie de 0,87 km2.

## Description

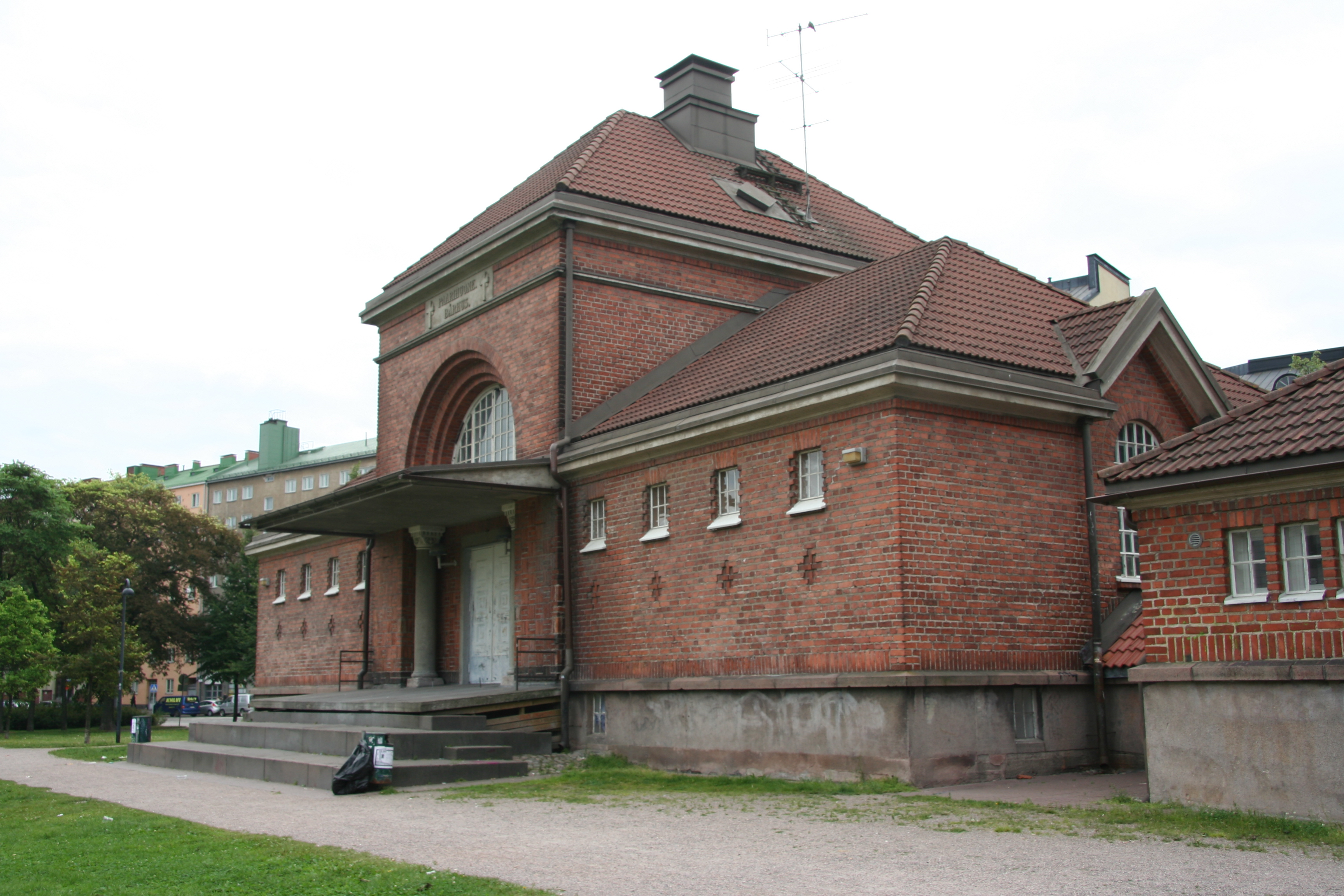
Ancienne morgue de Harju, aujourd’hui Maison des jeunes. Albert Nyberg, 1923

Relativement aux quartiers environnants, c’est à  Alppiharju  que se trouvent les plus petits appartements (moyenne 37,8 m2), la plus grande densité de population (environ 13 200 habitants/km²) et le nombre d’habitants par appartement le plus faible (moyenne 1,31). La taille réduite des appartements a pour conséquence  qu’il y habite peu de familles avec enfants et le pourcentage d’enfants dans le quartier est donc très bas (moins de 3 % d’enfants de moins de 16 ans dans le quartier).
Les habitations de Alppiharju ont été construites pour la plupart dans la première moitié du XXe siècle.
Au 52-54 rue Aleksis Kiven katu, il y a depuis 1920 une fabrique de cartons Bögelund de l'entreprise Serlachius. Cette fabrique ferme en 1925 mais le bâtiment conçu par Wäinö Gustaf Palmqvist est alors agrandi et transformé en immeuble d'habitation. Il existe toujours en face de Konepaja.
Alppiharju abrite aussi la Kulttuuritalo, Linnanmäki et Brahen kenttä. 
Les parcs Alppipuisto et Lenininpuisto sont des lieux de rassemblement populaires en été.